# سارة سيغموندسدوتير
سارة سيغموندسدوتير (ولدت في 12 سبتمبر 1992) هي رباعة ونجمة نادي كروس فت الرياضي. شاركت في بطولة العالم لرفع الأثقال 2015 في فئة 75 كجم.